# Styrmansberg
Auf dem Styrmansberg (Steuermannsberg), einer Anhöhe südöstlich der Kirche von Fröjel, auf der schwedischen Insel Gotland liegt eine vorgeschichtliche Burgruine (schwedisch fornborg). Nach Westen zum Meer hin wird der Platz durch einen steil abfallenden Berghang geschützt. Dahinter erstreckt sich ein halbkreisförmiges Areal mit einem Durchmesser von etwa 100 m, umgeben von einem Wall und der innen liegenden Mauer in Schalenkonstruktion. Der etwa drei Meter breite Wall hat im Osten einen Durchlass. Südöstlich dieser Öffnung liegt ein etwa zwölf Meter langes Gebäudefundament, das durch einen Wall im rechten Winkel zur Langseite des Fundaments mit dem Burgwall verbunden ist. Sieben Steinhügelgräber, zwei davon innerhalb des Fundamentes, liegen östlich und südöstlich des Burgwalles.
Die Gräber, das Gebäudefundament und ein Teil des Burgwalles wurden im Jahre 1949 von Per Lundström und Arne Biörnstad untersucht. Das Resultat der Untersuchung war überraschend. Die Entstehung der Gräber, die die jüngste Komponente darstellen, konnte durch Funde auf die ältere römische Eisenzeit (0–200 n. Chr.) datiert werden. Das Gebäude ist älter als die Gräber und der Burgwall seinerseits noch einmal älter. Das bedeutet, dass die Burg mit hoher Wahrscheinlichkeit in die Zeit vor Christi Geburt datiert werden kann und damit parallel zu Hässleby auf Öland entstand. Baulich gleichen der Grundriss und die Lage allerdings der dortigen Burg von Bårby.